# 串本海軍航空隊

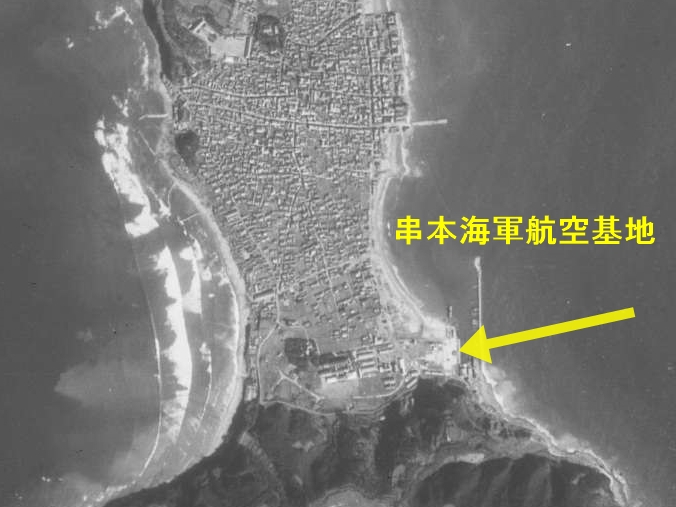
海軍串本水上飛行機基地跡地（1947年）

串本海軍航空隊（くしもとかいぐんこうくうたい）は、日本海軍の部隊の一つ。大阪警備府および熊野灘～紀伊水道口の偵察・対潜哨戒・船団護衛を担った偵察部隊。

## 沿革
国内航路の大動脈である東京湾－大阪湾間航路では、太平洋戦争劈頭の段階から米軍による潜水艦攻撃が実施されていた。海軍は三重県尾鷲町に常駐する横須賀鎮守府伊勢防備隊や淡路島由良湾に常駐する大阪警備府部隊によって、紀伊半島沖の航路警戒・船団護衛を実施していた。しかし、潜水艦の早期発見に欠かせない航空兵力は脆弱であった。伊勢側は鈴鹿飛行場・豊橋飛行場からの遠距離哨戒が精一杯で、紀伊側は練習訓練部隊である小松島海軍航空隊に頼らざるを得なかった。そこで、昭和17年5月より和歌山県西牟婁郡串本町に位置する潮岬の砂州に水上機基地を設置し、舞鶴海軍航空隊の派遣隊で航空哨戒の空白地帯であった熊野灘の警戒を実施することにした。舞鶴空はあくまでも日本海哨戒が本務であり、串本への長期駐留は本務への支障をきたすため、新たに串本空を開き、舞鶴空派遣隊の任務を継承することとなった。
- 昭和17年（1942年）

12月1日 - 開隊。大阪警備府隷下。定数・水上偵察機8機。以後、熊野灘での対潜哨戒に従事。
- 昭和18年（1943年）

1月14日 - 阪警部隊水上艦が潮岬沖で潜水艦を発見、攻撃に協力。
12月27日 - 阪警部隊・伊勢防備隊の熊野灘対戦掃討作戦に参加。
- 昭和19年（1944年）

2月1日 - 編成変更、水偵16機に倍増。
4月4日 - パラオ大空襲後の敵機動部隊が消息不明。本土襲来に備え潮岬沖哨戒が下令。
5月1日 - 編成変更、水偵24機に増強。
8月25日 - 潮岬沖で第八南興丸が戦没、敵潜水艦の捜索・掃討に参加。
9月3日 - 潮岬西方沖の対戦掃討作戦に協力。
12月15日 - 内戦作戦航空隊を改編、九〇三空に編入され串本派遣隊に変更。
串本空が開隊してからは、米軍は熊野灘の巡回攻撃を減らす一方、豊後水道口での待ち伏せや小笠原・沖縄航路への積極攻撃、日本海突入などへと戦法を転換させたため、串本空の定期哨戒は空振りが多くなっていた。九〇三空に統合後も、対戦掃討の機会は1回にとどまり、春以降は九〇三空の本拠地が北海道に移ったため、自然消滅の形で串本から撤退した。
戦後、串本水上機基地は撤去され、新教育制度の下で発足した串本中学校・串本古座高校の校地に転用された。

## 主力機種
- 九四式水上偵察機
- 零式水上偵察機

## 歴代司令
- 不詳（昭和17年12月1日－昭和19年12月15日九〇三空に統合）